# Hiperíon (satèl·lit)
Hiperió és un satèl·lit de Saturn, el setè en ordre de distància des del planeta. Fou descobert el 1848 per l'astrònom William C. Bond (1789-1859) i el seu nom prové del tità Hiperió, pare d'Hèlios i de Selene.

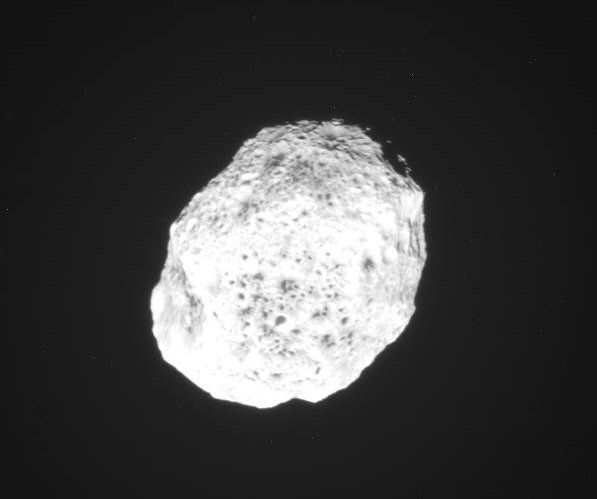
Imatge d'Hiperió presa per la sonda Cassini el 10 de juny de 2005.

Es troba en una òrbita a una distància mitjana d'1.481.000 km, realitzant una revolució en poc més de vint-i-un dies i sis hores. De forma relativament irregular, té un diàmetre aproximat de 300 km i una massa mil vegades inferior a la de la Lluna. Probablement està format majoritàriament per gel d'aigua.
La seva òrbita és notablement excèntrica i està en ressonància 4/3 amb la de Titan (o sigui, Hiperió orbita Saturn tres cops per cada quatre que l'orbita Tità). La combinació de l'òrbita excèntrica i la forma irregular fa que les forces de marea de Saturn sobre Hiperió siguin molt variables i això porta a que la rotació d'Hiperió sigui caòtica, sense ni un eix ni un període de rotació definits.